# Song of the Flame (film)
Song of the Flame er en amerikansk filmoperette fra 1930, instrueret af Alan Crosland.
Filmen havde Alexander Gray og Bernice Claire i hovedrollerne. Manuskriptet blev skrevet af Gordon Rigby baseret på en operette af samme navn fra 1925, skrevet af Oscar Hammerstein II og Otto A. Harbach.
Hele filmen var filmet i Technicolor. Det var den første farvefilm der indeholdt en widescreen-sekvens, de brugte en proces kaldet Vitascope, varemærkenavnet for Warner Bros.' widescreen proces.
Lydesigner Georege Croves blev nomineret til en Oscar for bedste lydoptagelse for sit arbejde med filmen.

## Eksterne Henvisninger
- Song of the Flame på Internet Movie Database (engelsk)
- Song of the Flame i Svensk Filmdatabas (svensk)
- Song of the Flame på MovieMeter (nederlandsk)
- Song of the Flame på AllMovie (engelsk)
- Song of the Flame hos American Film Institute (engelsk)
- Song of the Flame på Turner Classic Movies (engelsk)
- Song of the Flame på The Movie Database (engelsk)
- Song of the Flame på Filmaffinity (engelsk)